# Bomba salada
Una bomba salada es un tipo de arma nuclear, similar a otras armas de fisión fusión. 
Estas armas se diferencian de las armas nucleares convencionales en que tienen la segunda capa de material alrededor del material de fusión, que normalmente contiene elementos de fisión, se sustituye por un isótopo de un elemento no fisionable. El resultado es que este isótopo absorbe los neutrones liberados, y se convierte en altamente radiactivo. La energía emitida en la explosión de estas armas es menor que el equivalente de un arma convencional; pero el objetivo queda saturado con el isótopo radiactivo. Lo cual produce un incremento considerable de la radiactividad a la zona, haciéndola inhabitable durante un periodo de tiempo mucho más largo que las armas nucleares convencionales y aumentando los efectos de la lluvia radiactiva. Un ejemplo de bomba salada sería una que usara como isótopo radiactivo el 60Co. Otros posibles isótopos serían el 198Au, el 182Ta, o el 65Zn.
Isótopos estables: Cobalto 59, Oro 197, Tántalo 181 y Zinc 64 respectivamente